# Sukkerløn
Sukkerløn (Acer saccharum), også skrevet Sukker-Løn, er et stort, løvfældende træ med en tæt krone. Træets blade bliver farvet gyldne til orangerøde om efteråret, men det er mest på grund af den sukkerholdige saft, at træet er blevet verdenskendt. Af saften indkoger man nemlig den noksom omtalte "Ahornsirup" (mere korrekt: lønnesirup).

## Beskrivelse
Sukkerløn er et stort, løvfældende træ med en tæt, oval til rundagtig krone. Barken er først grønligt brun til brun og glat. Senere bliver den gråbrun, og gamle grene og stammen kan få en trævlet, afskallende grå bark.
Knopperne er modsatte, spidse og brune. Bladene er 3-5 lappede med små grundlapper, afrundede indskæringer og hel, men tandet rand. Oversiden er græsgrøn med hvidlige ribber, mens undersiden er lysegrøn. Høstfarven er gyldent orange til varmt orange.
Blomstringen sker før løvspring, gerne i april. Blomsterne er gulgrønne, meget langstilkede og sidder samlet i løse klaser. Frugterne er vingede spaltefrugter.
Rodnettet er højtliggende og tæt forgrenet med mange finrødder.
Højde x bredde og årlig tilvækst: 20 x 12 m (30 x 27 cm/år). Disse mål kan fx anvendes, når arten udplantes.

## Hjemsted
Træet er udbredt i det nordøstlige Nordamerika – både nord og syd for USA's og Canadas fælles grænse. Her findes det på veldrænet lerjord med et pH mellem 5,5 og 7,3.
På kalkholdige skråninger i den nordlige del af Appalacherne, dvs. fra Vermont og New Hampshire og sydpå til Virginia og West Virginia findes blandede løvskove, hvor arten vokser sammen med bl.a. Giftsumak, amerikansk aralie, amerikansk avnbøg, amerikansk blærenød, amerikansk bøg, amerikansk humlebøg, amerikansk lind, bitter hickory, blodurt, butbladet frynsebregne, canadisk hasselurt, Eurybia divaricata (en art af asters, tidligere kendt som Aster divaricatus), grå valnød, gulbirk, hvid druemunke, hvidask, klatrevildvin, purpurtreblad, rosenbrombær, rødeg, scottradeløv og virginsk troldnød

## Anvendelse
Af saften fra sukkerløn udvindes den såkaldte ahornsirup.
| Portal | Portal:Botanik |

## Note
1. ↑  Partnership for the Delaware Estuary: Ecological System: Southern And Central Appalachian Cove Forest (Webside ikke længere tilgængelig) – en velgørende organisations oversigt over plantesamfundene ved Delawareflodens udløb i Atlanterhavet (engelsk)